# 13 (альбом Die Ärzte)
13 — восьмой студийный альбом немецкой панк-рок группы Die Ärzte, вышедший в 1998 году. Пластинка заняла первое место в немецком чарте, получила платиновый статус в Германии, а также золотой статус в Австрии и Швейцарии.

## Об альбоме
Данный альбом является первым релизом на собственном рекорд-лейбле «Hot Action Records». Продюсером традиционно выступил Уве Хоффман, а запись проходила на Gaga Studio в Гамбурге.
Релиз вывел группу на новый уровень и вернул ей былой статус одного из самых успешных рок-коллективов Германии. Это первый студийный альбом die Ärzte, который достиг вершины в немецком чарте, продержавшись 6 недель на первом месте и, в общей сложности, 26 недель в топе. Композиция «Männer sind Schweine» вышла как первый сингл с альбома и также заняла первое место в чарте Германии (25 недель в чарте, из них 8 недель на первом месте), став одной из самых успешных и востребованных песен группы за всю их карьеру, из-за чего музыканты спустя время решили убрать её из своей концертной программы.
Версия альбома на виниле была выпущена ограниченным тиражом в 500 экземпляров в формате двойного 10-дюймового EP. Тираж данного издания является самым маленьким среди всей дискографии группы и поэтому считается коллекционной редкостью. В 2023 году коллектив объявил о переиздании альбома на двойном 10-дюймовом виниле.
На CD-версии альбома присутствует скрытый «нулевой» трек Lady, который можно услышать, воспользовавшись бытовым CD-плеером и отмотав первую композицию (Punk ist...) назад на -3:55.

## Список композиций

### Альбом
0. Lady (Скрытый трек) - 3:55 (M: Gonzalez T: Felsenheimer, Gonzalez)
1. Punk ist… - 3:41 (Felsenheimer)
2. Ein Lied für dich - 2:43 (Urlaub)
3. Goldenes Handwerk - 3:34 (Felsenheimer)
4. Meine Freunde - 1:47 (Urlaub)
5. Party stinkt - 3:26 (Felsenheimer)
6. 1/2 Lovesong - 3:52 (M: Gonzalez T: Felsenheimer, Gonzalez)
7. Ignorama - 2:46 (M: Felsenheimer, Gonzalez T: Felsenheimer)
8. Nie wieder Krieg, nie mehr Las Vegas! - 2:36 (Urlaub)
9. Rebell - 3:51 (Urlaub)
10. Der Graf - 3:44 (Felsenheimer)
11. Grau - 2:45 (Urlaub)
12. Angeber - 2:58 (Urlaub)
13. Männer sind Schweine - 4:17 (Urlaub)
14. Liebe und Schmerz - 3:52 (Felsenheimer)
15. Nie gesagt - 4:57 (Urlaub)
16. Der Infant - 3:05 (Felsenheimer)
17. Grotesksong - 3:40 (Urlaub)

### Сингл — «Ein Schwein namens Männer»
1. «Männer sind Schweine» (Urlaub) — 4:28
2. «Du bist nicht mein Freund» (Felsenheimer) — 1:38
3. «Saufen» (Urlaub) — 3:48
4. «Ein Lächeln (für jeden Tag deines Lebens)» (Felsenheimer, Gonzalez, Urlaub) — 4:21
5. «Männer sind Schweine (Jetzt noch kürzer!)» (Urlaub) — 3:33

### Сингл — «Goldenes Handwerk»
1. «Goldenes Handwerk» — 3:34
2. «Wunderbare Welt des Farin U.» — 2:45
3. «Rod Army» — 2:50
4. «Goldenes Handwerk (Drummer Mix)» — 3:46

### Сингл — «1/2 Lovesong»
1. «1/2 Lovesong» — 3:52
2. «Ein Lied über Zensur» — 3:20
3. «Schlimm» (Felsenheimer) — 3:34
4. «Danke für jeden guten Morgen» — 2:43
5. «1/2 Lovesong-Video» — 3:52

### Сингл — «Rebell»
1. «Rebell» — 3:52
2. «Punk ist…» (Götz Alsmann Band feat. Die Ärzte) — 3:23
3. «Backpfeifengesicht» — 2:24
4. «Alles für dich» — 4:11